# Eva Vrbková
Eva Vrbková (* 11. August 1976 in Brünn, Tschechoslowakei) ist eine tschechische Schauspielerin.

## Leben
Eva Vrbková wurde 1976 in Brünn geboren. Sie absolvierte dort zunächst eine Ausbildung an der Mittel- und Berufsfachschule für Handelswesen, an der sie 1994 ihren Abschluss in der Fachrichtung Herrenschneiderei erlangte. In dieser Zeit spielte sie von 1993 bis 1995 am Studio Dům unter der Leitung von Eva Tálská. Dies war ein entscheidender Schritt für ihre Karriere, der sie 1997 an das legendäre Divadlo Husa na provázku (Theater Gans an der Schnur) brachte. Dieses Theater steht in der Tradition des Theaters der kleinen Formen. Dort wurde sie zu einer professionellen Schauspielerin ausgebildet und spielte dort im Ensemble bis 2011. Hier spielte sie insbesondere in verschiedenen tschechischen Stücken und Dramen. 2004 erhielt sie für ihre Rolle der Nastasja Filipovna aus Dostojewskis Der Idiot eine Nominierung für den Cena Alfréda Radoka („Alfréd-Radok-Preis“). Seit 2009, als sie in die tschechische Hauptstadt umzog, gastiert auch am Nationaltheaters (Národní divadlo) in Prag, unter anderem in Die Dreigroschenoper von Bertolt Brecht oder The Beggar’s Opera. 2015 beschloss sie, als freischaffende Schauspielerin und Künstlerin zu arbeiten.
Eva Vrbková spielt seit Mitte der 2000er Jahre auch in Fernseh- und Filmproduktionen mit. Für ihre Rolle in dem Film Rodina je základ státu von Robert Sedlacek wurde sie 2012 für den Český lev („Böhmischer Löwe“) als Beste Nebendarstellerin nominiert. Für diese Rolle erhielt sie auch eine Nominierung für den Preis der Filmkritik.
Neben ihrer Schauspielarbeit betätigt sich Eva Vrbková auch als Sängerin und Komponistin. Laut eigener Aussage ist sie seit frühester Kindheit auf dem linken Ohr taub.

## Filmografie
- 2006: Pravidla lzi
- 2009: Muzi v riji
- 2011: Rodina je základ státu
- 2016: Rapl